# 와신상담 (드라마)
《와신상담》(중국어 간체자: 卧薪尝胆, 정체자: 臥薪嘗膽, 병음: Wò xīn cháng dǎn 워신창단[*], The Great Revival 더 그레이트 리바이벌[*])는 중국의 텔레비전 드라마이다.

## 등장 인물
- 천다오밍(陈道明) : 구천(句踐) 역
- 후쥔(胡军) : 부차(夫差) 역
- 쭤샤오칭(左小青) : 아어(雅魚) 역
- 이자웅(賈一平) : 범려(范蠡) 역
- 왕빙(王冰) : 오자서(伍子胥) 역
- 정용대(丁勇岱) : 백비(伯嚭) 역